# Estadi Municipal Bou Ali-Lahouar
L'Estadi Municipal Bou Ali-Lahouar és un estadi esportiu de la ciutat de Hammam Sousse, a Tunísia.
Té una capacitat per a 6.500 espectadors. És la seu del club ES Hammam-Sousse. Va ser una de les seus de la Copa d'Àfrica de Nacions 1965.